# Familia Anoa'i
La familia Anoaʻi es una familia estadounidense de luchadores profesionales originarios de Samoa Americana. Los miembros de la familia han formado parte de varios equipos y stables en varias empresas del mundo, entre estas WWE. 
Entre los integrantes están: los miembros del Salón de la Fama de WWE Rikishi, Yokozuna y los hermanos Wild Samoans (Afa & Sika Anoaʻi). Otros miembros notables incluyen a Luis Anoa'i Roman Reigns, The Usos (Jey Uso & Jimmy Uso), Umaga, Rosey y Solo Sikoa. Peter Maivia y su nieto Dwayne «The Rock» Johnson son considerados miembros honorarios.
El reverendo Amituana'i Anoaʻi y Peter Maivia eran hermanos de pacto, una conexión que continuó con Afa y Sika, quienes consideran a Peter como su tío. Peter se casó con Ofelia «Lia» Fuataga, quien ya tenía una hija llamada Ata. Ata se casó con el luchador Rocky Johnson, y ambos son los padres de Dwayne Johnson, quien después de marcharse de WWE, llegaría a establecerse como actor. El primo hermano de Peter, Joseph Fanene, fue el padre de Savelina «Lina» Fanene, anteriormente conocida en WWE como Nia Jax. Además, Trinity Fatu, conocida en WWE como Naomi, está casada con Jimmy Uso.

## Alianzas

### The Wild Samoans
The Wild Samoans estaba conformado por los hermanos Afa y Sika, trabajando juntos en National Wrestling Alliance (NWA) y posteriormente en World Wrestling Federation (WWF). Comenzaron su carrera en la promoción de lucha canadiense Stampede Wrestling de Calgary, Alberta en 1973, donde ganaron el Campeonato Internacional de Parejas de Stampede en dos ocasiones. Luego fueron a Vancouver y ganaron los títulos de parejas allí. En 1975 hicieron su debut en los Estados Unidos para Big Time Wrestling. Pasaron la mayor parte de la década de 1970 en varios territorios de National Wrestling Alliance (NWA).
No sería hasta 1979 cuando firmaron por WWF, haciendo su debut en el Madison Square Garden el 21 de enero de 1980 en un combate por el Campeonato en Parejas de WWF contra Tito Santana e Ivan Putski, quienes retuvieron su título. Ganaron su primer campeonato en parejas en WWF, al derrotar precisamente a Santana y Putski el 12 de abril de 1980, manteniendo un reinado de cinco meses hasta perderlos a manos de Bob Backlund y Pedro Morales. No obstante, debido a que Backlund era el campeón máximo de WWF, el título quedaría vacante y los Wild Samoans ganaron un torneo tras vencer en la final a Tony Garea y Rene Goulet. Después de WWF y AWA, fueron a luchar en el circuito independiente de 1986 a 1991. En 1987 hicieron algunas apariciones en National Wrestling Federation (NWF).
En 2007, The Wild Samoans fueron incluidos en el Salón de la Fama de WWE por sus hijos Samula y Matt Anoaʻi.

### 3-Minute Warning
En WWE de 2002 a 2003, Matt Anoaʻi y Eddie Fatu (más tarde conocido como Umaga) formaron un equipo con los nombres de Rosey y Jamal, respectivamente. El stable actuó como ejecutor del gerente general de la marca Raw, Eric Bischoff. Ellos estaban acostumbrados a aplastar cualquier actividad en el ring que Bischoff considerara "aburrida". Bischoff a menudo indicaba las entradas sorpresa del equipo al pronunciar la frase "tres minutos", haciendo referencia al equipo.

### Samoan Gangstas
Samoan Gangstas era un equipo formado por hermanos de otras madres Matt E. Smalls y Sweet Sammy Silk (Matt y Samu Anoaʻi). Formado en 1997 en World Xtreme Wrestling, la promoción de la mitad de The Wild Samoans, el padre de Samu y el tío de Matt, Afa Anoaʻi. El dúo tuvo éxito en la división de parejas de WXW, ganando su primer campeonato en parejas de WXW al vencer a Love Connection (Sweet Daddy Jay Love y Georgie Love). Sin embargo, fueron suspendidos temporalmente y el título fue declarado vacante. Regresaron en el verano de 1997 y derrotaron a Siberian Express (The Mad Russian & Russian Eliminator), el 17 de septiembre para ganar su segundo Campeonato en Parejas de WXW.
Samoan Gangstas mantuvieron un feudo entre sí después de su separación hasta que Smalls dejó WXW y comenzó a luchar como Kimo. Comenzó a formar equipo con Ekmo (Eddie Fatu) como The Island Boyz y el dúo trabajó en Frontier Martial-Arts Wrestling (FMW) antes de firmar con WWE (entonces WWF) trabajando en sus territorios de desarrollo.

### The Usos
The Usos son un equipo formado por los hermanos gemelos Jey y Jimmy (nacidos el 22 de agosto de 1985), que actualmente trabajan para WWE en la marca SmackDown. Jey y Jimmy son tres veces campeones de parejas de Raw (los dos primeros reinados, el título se llamaba WWE Tag Team Championship). También son cinco veces campeones de parejas de SmackDown, siendo el quinto reinado el más largo del título, así como el reinado más largo de campeonatos masculinos en parejas en la historia de WWE, superando la marca de The New Day, uno de sus rivales directos. Antes de su arribo al roster principal en junio de 2010, The Usos fueron dirigidos anteriormente por Tamina Snuka en Florida Championship Wrestling (FCW).

## Árbol genealógico
|                      |                      |                      |                      |                      |                      |  |  |                             |                             |                             |                             |                             |                             |  |  |                           |                           |                           |                           |                           |                           |  |  |                                      |                                      |                                      |                                      |                                      |                                      |  |  |                                            |                                            |                                            |                                            |                                            |                                            |  |  |                                          |                                          | Tovaleomanaia Amituana'i (Leoso Ripley)(1920–1988) | Tovaleomanaia Amituana'i (Leoso Ripley)(1920–1988) | Tovaleomanaia Amituana'i (Leoso Ripley)(1920–1988) | Tovaleomanaia Amituana'i (Leoso Ripley)(1920–1988) | Tovaleomanaia Amituana'i (Leoso Ripley)(1920–1988) | Tovaleomanaia Amituana'i (Leoso Ripley)(1920–1988) |                              |                              | Amituana'i Anoaʻi (1914–1994) | Amituana'i Anoaʻi (1914–1994) | Amituana'i Anoaʻi (1914–1994) | Amituana'i Anoaʻi (1914–1994) | Amituana'i Anoaʻi (1914–1994) | Amituana'i Anoaʻi (1914–1994) |                                       |                                       |                                       |                                       |                                       |                                       |  |  |                                             |                                             |                                             |                                             |                                             |                                             |  |  |                       |                       | Fanene Anderson (Peter Maivia) (1937–1982) | Fanene Anderson (Peter Maivia) (1937–1982) | Fanene Anderson (Peter Maivia) (1937–1982) | Fanene Anderson (Peter Maivia) (1937–1982) | Fanene Anderson (Peter Maivia) (1937–1982) | Fanene Anderson (Peter Maivia) (1937–1982) |                  |                  | Ofelia Fuataga (1927–2008)                   | Ofelia Fuataga (1927–2008)                   | Ofelia Fuataga (1927–2008)                   | Ofelia Fuataga (1927–2008)                   | Ofelia Fuataga (1927–2008)                   | Ofelia Fuataga (1927–2008)                   |                                        |                                        |                                        |                                        |                                        |                                        |                           |                           |                                 |                                 |                                 |                                 |                                 |                                 |  |  |                      |                      |                      |                      |                      |                      |             |             |  |  |  |  |
|                      |                      |                      |                      |                      |                      |  |  |                             |                             |                             |                             |                             |                             |  |  |                           |                           |                           |                           |                           |                           |  |  |                                      |                                      |                                      |                                      |                                      |                                      |  |  |                                            |                                            |                                            |                                            |                                            |                                            |  |  |                                          |                                          | Tovaleomanaia Amituana'i (Leoso Ripley)(1920–1988) | Tovaleomanaia Amituana'i (Leoso Ripley)(1920–1988) | Tovaleomanaia Amituana'i (Leoso Ripley)(1920–1988) | Tovaleomanaia Amituana'i (Leoso Ripley)(1920–1988) | Tovaleomanaia Amituana'i (Leoso Ripley)(1920–1988) | Tovaleomanaia Amituana'i (Leoso Ripley)(1920–1988) |                              |                              | Amituana'i Anoaʻi (1914–1994) | Amituana'i Anoaʻi (1914–1994) | Amituana'i Anoaʻi (1914–1994) | Amituana'i Anoaʻi (1914–1994) | Amituana'i Anoaʻi (1914–1994) | Amituana'i Anoaʻi (1914–1994) |                                       |                                       |                                       |                                       |                                       |                                       |  |  |                                             |                                             |                                             |                                             |                                             |                                             |  |  |                       |                       | Fanene Anderson (Peter Maivia) (1937–1982) | Fanene Anderson (Peter Maivia) (1937–1982) | Fanene Anderson (Peter Maivia) (1937–1982) | Fanene Anderson (Peter Maivia) (1937–1982) | Fanene Anderson (Peter Maivia) (1937–1982) | Fanene Anderson (Peter Maivia) (1937–1982) |                  |                  | Ofelia Fuataga (1927–2008)                   | Ofelia Fuataga (1927–2008)                   | Ofelia Fuataga (1927–2008)                   | Ofelia Fuataga (1927–2008)                   | Ofelia Fuataga (1927–2008)                   | Ofelia Fuataga (1927–2008)                   |                                        |                                        |                                        |                                        |                                        |                                        |                           |                           |                                 |                                 |                                 |                                 |                                 |                                 |  |  |                      |                      |                      |                      |                      |                      |             |             |  |  |  |  |
|                      |                      |                      |                      |                      |                      |  |  |                             |                             |                             |                             |                             |                             |  |  |                           |                           |                           |                           |                           |                           |  |  |                                      |                                      |                                      |                                      |                                      |                                      |  |  |                                            |                                            |                                            |                                            |                                            |                                            |  |  |                                          |                                          |                                                    |                                                    |                                                    |                                                    |                                                    |                                                    |                              |                              |                               |                               |                               |                               |                               |                               |                                       |                                       |                                       |                                       |                                       |                                       |  |  |                                             |                                             |                                             |                                             |                                             |                                             |  |  |                       |                       |                                            |                                            |                                            |                                            |                                            |                                            |                  |                  |                                              |                                              |                                              |                                              |                                              |                                              |                                        |                                        |                                        |                                        |                                        |                                        |                           |                           |                                 |                                 |                                 |                                 |                                 |                                 |  |  |                      |                      |                      |                      |                      |                      |             |             |  |  |  |  |
|                      |                      |                      |                      |                      |                      |  |  |                             |                             |                             |                             |                             |                             |  |  |                           |                           |                           |                           |                           |                           |  |  |                                      |                                      |                                      |                                      |                                      |                                      |  |  |                                            |                                            |                                            |                                            |                                            |                                            |  |  |                                          |                                          |                                                    |                                                    |                                                    |                                                    |                                                    |                                                    |                              |                              |                               |                               |                               |                               |                               |                               |                                       |                                       |                                       |                                       |                                       |                                       |  |  |                                             |                                             |                                             |                                             |                                             |                                             |  |  |                       |                       |                                            |                                            |                                            |                                            |                                            |                                            |                  |                  |                                              |                                              |                                              |                                              |                                              |                                              |                                        |                                        |                                        |                                        |                                        |                                        |                           |                           |                                 |                                 |                                 |                                 |                                 |                                 |  |  |                      |                      |                      |                      |                      |                      |             |             |  |  |  |  |
| Lynn Anoaʻi          | Lynn Anoaʻi          | Lynn Anoaʻi          | Lynn Anoaʻi          | Lynn Anoaʻi          | Lynn Anoaʻi          |  |  | Afa Anoaʻi Sr. (Afa Anoaʻi) | Afa Anoaʻi Sr. (Afa Anoaʻi) | Afa Anoaʻi Sr. (Afa Anoaʻi) | Afa Anoaʻi Sr. (Afa Anoaʻi) | Afa Anoaʻi Sr. (Afa Anoaʻi) | Afa Anoaʻi Sr. (Afa Anoaʻi) |  |  | Tumua Anoaʻi              | Tumua Anoaʻi              | Tumua Anoaʻi              | Tumua Anoaʻi              | Tumua Anoaʻi              | Tumua Anoaʻi              |  |  | Afoa Anoaʻi                          | Afoa Anoaʻi                          | Afoa Anoaʻi                          | Afoa Anoaʻi                          | Afoa Anoaʻi                          | Afoa Anoaʻi                          |  |  | Leati Sika Amituana'i Anoa'i (Sika Anoa'i) | Leati Sika Amituana'i Anoa'i (Sika Anoa'i) | Leati Sika Amituana'i Anoa'i (Sika Anoa'i) | Leati Sika Amituana'i Anoa'i (Sika Anoa'i) | Leati Sika Amituana'i Anoa'i (Sika Anoa'i) | Leati Sika Amituana'i Anoa'i (Sika Anoa'i) |  |  | Lisa Anoaʻi Sr.                          | Lisa Anoaʻi Sr.                          | Lisa Anoaʻi Sr.                                    | Lisa Anoaʻi Sr.                                    | Lisa Anoaʻi Sr.                                    | Lisa Anoaʻi Sr.                                    |                                                    |                                                    | Sipa Anoaʻi                  | Sipa Anoaʻi                  | Sipa Anoaʻi                   | Sipa Anoaʻi                   | Sipa Anoaʻi                   | Sipa Anoaʻi                   |                               |                               | Elevera Anoaʻi (Vera) (1947–2008)     | Elevera Anoaʻi (Vera) (1947–2008)     | Elevera Anoaʻi (Vera) (1947–2008)     | Elevera Anoaʻi (Vera) (1947–2008)     | Elevera Anoaʻi (Vera) (1947–2008)     | Elevera Anoaʻi (Vera) (1947–2008)     |  |  | I'aulualo Folau Solofa Fatu Sr. (1945–2020) | I'aulualo Folau Solofa Fatu Sr. (1945–2020) | I'aulualo Folau Solofa Fatu Sr. (1945–2020) | I'aulualo Folau Solofa Fatu Sr. (1945–2020) | I'aulualo Folau Solofa Fatu Sr. (1945–2020) | I'aulualo Folau Solofa Fatu Sr. (1945–2020) |  |  |                       |                       | Toa Maivia                                 | Toa Maivia                                 | Toa Maivia                                 | Toa Maivia                                 | Toa Maivia                                 | Toa Maivia                                 |                  |                  | Mataniufeagaimaleata Fitisemanu (Ata Maivia) | Mataniufeagaimaleata Fitisemanu (Ata Maivia) | Mataniufeagaimaleata Fitisemanu (Ata Maivia) | Mataniufeagaimaleata Fitisemanu (Ata Maivia) | Mataniufeagaimaleata Fitisemanu (Ata Maivia) | Mataniufeagaimaleata Fitisemanu (Ata Maivia) |                                        |                                        | Rocky Johnson (1944–2020)              | Rocky Johnson (1944–2020)              | Rocky Johnson (1944–2020)              | Rocky Johnson (1944–2020)              | Rocky Johnson (1944–2020) | Rocky Johnson (1944–2020) |                                 |                                 |                                 |                                 |                                 |                                 |  |  |                      |                      |                      |                      |                      |                      |             |             |  |  |  |  |
| Lynn Anoaʻi          | Lynn Anoaʻi          | Lynn Anoaʻi          | Lynn Anoaʻi          | Lynn Anoaʻi          | Lynn Anoaʻi          |  |  | Afa Anoaʻi Sr. (Afa Anoaʻi) | Afa Anoaʻi Sr. (Afa Anoaʻi) | Afa Anoaʻi Sr. (Afa Anoaʻi) | Afa Anoaʻi Sr. (Afa Anoaʻi) | Afa Anoaʻi Sr. (Afa Anoaʻi) | Afa Anoaʻi Sr. (Afa Anoaʻi) |  |  | Tumua Anoaʻi              | Tumua Anoaʻi              | Tumua Anoaʻi              | Tumua Anoaʻi              | Tumua Anoaʻi              | Tumua Anoaʻi              |  |  | Afoa Anoaʻi                          | Afoa Anoaʻi                          | Afoa Anoaʻi                          | Afoa Anoaʻi                          | Afoa Anoaʻi                          | Afoa Anoaʻi                          |  |  | Leati Sika Amituana'i Anoa'i (Sika Anoa'i) | Leati Sika Amituana'i Anoa'i (Sika Anoa'i) | Leati Sika Amituana'i Anoa'i (Sika Anoa'i) | Leati Sika Amituana'i Anoa'i (Sika Anoa'i) | Leati Sika Amituana'i Anoa'i (Sika Anoa'i) | Leati Sika Amituana'i Anoa'i (Sika Anoa'i) |  |  | Lisa Anoaʻi Sr.                          | Lisa Anoaʻi Sr.                          | Lisa Anoaʻi Sr.                                    | Lisa Anoaʻi Sr.                                    | Lisa Anoaʻi Sr.                                    | Lisa Anoaʻi Sr.                                    |                                                    |                                                    | Sipa Anoaʻi                  | Sipa Anoaʻi                  | Sipa Anoaʻi                   | Sipa Anoaʻi                   | Sipa Anoaʻi                   | Sipa Anoaʻi                   |                               |                               | Elevera Anoaʻi (Vera) (1947–2008)     | Elevera Anoaʻi (Vera) (1947–2008)     | Elevera Anoaʻi (Vera) (1947–2008)     | Elevera Anoaʻi (Vera) (1947–2008)     | Elevera Anoaʻi (Vera) (1947–2008)     | Elevera Anoaʻi (Vera) (1947–2008)     |  |  | I'aulualo Folau Solofa Fatu Sr. (1945–2020) | I'aulualo Folau Solofa Fatu Sr. (1945–2020) | I'aulualo Folau Solofa Fatu Sr. (1945–2020) | I'aulualo Folau Solofa Fatu Sr. (1945–2020) | I'aulualo Folau Solofa Fatu Sr. (1945–2020) | I'aulualo Folau Solofa Fatu Sr. (1945–2020) |  |  |                       |                       | Toa Maivia                                 | Toa Maivia                                 | Toa Maivia                                 | Toa Maivia                                 | Toa Maivia                                 | Toa Maivia                                 |                  |                  | Mataniufeagaimaleata Fitisemanu (Ata Maivia) | Mataniufeagaimaleata Fitisemanu (Ata Maivia) | Mataniufeagaimaleata Fitisemanu (Ata Maivia) | Mataniufeagaimaleata Fitisemanu (Ata Maivia) | Mataniufeagaimaleata Fitisemanu (Ata Maivia) | Mataniufeagaimaleata Fitisemanu (Ata Maivia) |                                        |                                        | Rocky Johnson (1944–2020)              | Rocky Johnson (1944–2020)              | Rocky Johnson (1944–2020)              | Rocky Johnson (1944–2020)              | Rocky Johnson (1944–2020) | Rocky Johnson (1944–2020) |                                 |                                 |                                 |                                 |                                 |                                 |  |  |                      |                      |                      |                      |                      |                      |             |             |  |  |  |  |
|                      |                      |                      |                      |                      |                      |  |  |                             |                             |                             |                             |                             |                             |  |  |                           |                           |                           |                           |                           |                           |  |  |                                      |                                      |                                      |                                      |                                      |                                      |  |  |                                            |                                            |                                            |                                            |                                            |                                            |  |  |                                          |                                          |                                                    |                                                    |                                                    |                                                    |                                                    |                                                    |                              |                              |                               |                               |                               |                               |                               |                               |                                       |                                       |                                       |                                       |                                       |                                       |  |  |                                             |                                             |                                             |                                             |                                             |                                             |  |  |                       |                       |                                            |                                            |                                            |                                            |                                            |                                            |                  |                  |                                              |                                              |                                              |                                              |                                              |                                              |                                        |                                        |                                        |                                        |                                        |                                        |                           |                           |                                 |                                 |                                 |                                 |                                 |                                 |  |  |                      |                      |                      |                      |                      |                      |             |             |  |  |  |  |
|                      |                      |                      |                      |                      |                      |  |  |                             |                             |                             |                             |                             |                             |  |  |                           |                           |                           |                           |                           |                           |  |  |                                      |                                      |                                      |                                      |                                      |                                      |  |  |                                            |                                            |                                            |                                            |                                            |                                            |  |  |                                          |                                          |                                                    |                                                    |                                                    |                                                    |                                                    |                                                    |                              |                              |                               |                               |                               |                               |                               |                               |                                       |                                       |                                       |                                       |                                       |                                       |  |  |                                             |                                             |                                             |                                             |                                             |                                             |  |  |                       |                       |                                            |                                            |                                            |                                            |                                            |                                            |                  |                  |                                              |                                              |                                              |                                              |                                              |                                              |                                        |                                        |                                        |                                        |                                        |                                        |                           |                           |                                 |                                 |                                 |                                 |                                 |                                 |  |  |                      |                      |                      |                      |                      |                      |             |             |  |  |  |  |
|                      |                      |                      |                      |                      |                      |  |  |                             |                             |                             |                             |                             |                             |  |  | Reno Anoaʻi (Black Pearl) | Reno Anoaʻi (Black Pearl) | Reno Anoaʻi (Black Pearl) | Reno Anoaʻi (Black Pearl) | Reno Anoaʻi (Black Pearl) | Reno Anoaʻi (Black Pearl) |  |  | Rodney Anoaʻi (Yokozuna) (1966–2000) | Rodney Anoaʻi (Yokozuna) (1966–2000) | Rodney Anoaʻi (Yokozuna) (1966–2000) | Rodney Anoaʻi (Yokozuna) (1966–2000) | Rodney Anoaʻi (Yokozuna) (1966–2000) | Rodney Anoaʻi (Yokozuna) (1966–2000) |  |  | Matthew Anoaʻi (Rosey) (1970–2017)         | Matthew Anoaʻi (Rosey) (1970–2017)         | Matthew Anoaʻi (Rosey) (1970–2017)         | Matthew Anoaʻi (Rosey) (1970–2017)         | Matthew Anoaʻi (Rosey) (1970–2017)         | Matthew Anoaʻi (Rosey) (1970–2017)         |  |  | Leati Joseph "Joe" Anoaʻi (Roman Reigns) | Leati Joseph "Joe" Anoaʻi (Roman Reigns) | Leati Joseph "Joe" Anoaʻi (Roman Reigns)           | Leati Joseph "Joe" Anoaʻi (Roman Reigns)           | Leati Joseph "Joe" Anoaʻi (Roman Reigns)           | Leati Joseph "Joe" Anoaʻi (Roman Reigns)           |                                                    |                                                    | Samuel Fatu (Tonga Kid/Tama) | Samuel Fatu (Tonga Kid/Tama) | Samuel Fatu (Tonga Kid/Tama)  | Samuel Fatu (Tonga Kid/Tama)  | Samuel Fatu (Tonga Kid/Tama)  | Samuel Fatu (Tonga Kid/Tama)  |                               |                               | Edward Fatu (Umaga/Jamal) (1973–2009) | Edward Fatu (Umaga/Jamal) (1973–2009) | Edward Fatu (Umaga/Jamal) (1973–2009) | Edward Fatu (Umaga/Jamal) (1973–2009) | Edward Fatu (Umaga/Jamal) (1973–2009) | Edward Fatu (Umaga/Jamal) (1973–2009) |  |  | Solofa Fatu Jr. (Rikishi/Fatu)              | Solofa Fatu Jr. (Rikishi/Fatu)              | Solofa Fatu Jr. (Rikishi/Fatu)              | Solofa Fatu Jr. (Rikishi/Fatu)              | Solofa Fatu Jr. (Rikishi/Fatu)              | Solofa Fatu Jr. (Rikishi/Fatu)              |  |  | Talisua Fuavai        | Talisua Fuavai        | Talisua Fuavai                             | Talisua Fuavai                             | Talisua Fuavai                             | Talisua Fuavai                             |                                            |                                            |                  |                  |                                              |                                              |                                              |                                              |                                              |                                              | Dwayne Johnson (Rocky Maivia/The Rock) | Dwayne Johnson (Rocky Maivia/The Rock) | Dwayne Johnson (Rocky Maivia/The Rock) | Dwayne Johnson (Rocky Maivia/The Rock) | Dwayne Johnson (Rocky Maivia/The Rock) | Dwayne Johnson (Rocky Maivia/The Rock) |                           |                           |                                 |                                 |                                 |                                 |                                 |                                 |  |  |                      |                      | Dany Garcia          | Dany Garcia          | Dany Garcia          | Dany Garcia          | Dany Garcia | Dany Garcia |  |  |  |  |
|                      |                      |                      |                      |                      |                      |  |  |                             |                             |                             |                             |                             |                             |  |  | Reno Anoaʻi (Black Pearl) | Reno Anoaʻi (Black Pearl) | Reno Anoaʻi (Black Pearl) | Reno Anoaʻi (Black Pearl) | Reno Anoaʻi (Black Pearl) | Reno Anoaʻi (Black Pearl) |  |  | Rodney Anoaʻi (Yokozuna) (1966–2000) | Rodney Anoaʻi (Yokozuna) (1966–2000) | Rodney Anoaʻi (Yokozuna) (1966–2000) | Rodney Anoaʻi (Yokozuna) (1966–2000) | Rodney Anoaʻi (Yokozuna) (1966–2000) | Rodney Anoaʻi (Yokozuna) (1966–2000) |  |  | Matthew Anoaʻi (Rosey) (1970–2017)         | Matthew Anoaʻi (Rosey) (1970–2017)         | Matthew Anoaʻi (Rosey) (1970–2017)         | Matthew Anoaʻi (Rosey) (1970–2017)         | Matthew Anoaʻi (Rosey) (1970–2017)         | Matthew Anoaʻi (Rosey) (1970–2017)         |  |  | Leati Joseph "Joe" Anoaʻi (Roman Reigns) | Leati Joseph "Joe" Anoaʻi (Roman Reigns) | Leati Joseph "Joe" Anoaʻi (Roman Reigns)           | Leati Joseph "Joe" Anoaʻi (Roman Reigns)           | Leati Joseph "Joe" Anoaʻi (Roman Reigns)           | Leati Joseph "Joe" Anoaʻi (Roman Reigns)           |                                                    |                                                    | Samuel Fatu (Tonga Kid/Tama) | Samuel Fatu (Tonga Kid/Tama) | Samuel Fatu (Tonga Kid/Tama)  | Samuel Fatu (Tonga Kid/Tama)  | Samuel Fatu (Tonga Kid/Tama)  | Samuel Fatu (Tonga Kid/Tama)  |                               |                               | Edward Fatu (Umaga/Jamal) (1973–2009) | Edward Fatu (Umaga/Jamal) (1973–2009) | Edward Fatu (Umaga/Jamal) (1973–2009) | Edward Fatu (Umaga/Jamal) (1973–2009) | Edward Fatu (Umaga/Jamal) (1973–2009) | Edward Fatu (Umaga/Jamal) (1973–2009) |  |  | Solofa Fatu Jr. (Rikishi/Fatu)              | Solofa Fatu Jr. (Rikishi/Fatu)              | Solofa Fatu Jr. (Rikishi/Fatu)              | Solofa Fatu Jr. (Rikishi/Fatu)              | Solofa Fatu Jr. (Rikishi/Fatu)              | Solofa Fatu Jr. (Rikishi/Fatu)              |  |  | Talisua Fuavai        | Talisua Fuavai        | Talisua Fuavai                             | Talisua Fuavai                             | Talisua Fuavai                             | Talisua Fuavai                             |                                            |                                            |                  |                  |                                              |                                              |                                              |                                              |                                              |                                              | Dwayne Johnson (Rocky Maivia/The Rock) | Dwayne Johnson (Rocky Maivia/The Rock) | Dwayne Johnson (Rocky Maivia/The Rock) | Dwayne Johnson (Rocky Maivia/The Rock) | Dwayne Johnson (Rocky Maivia/The Rock) | Dwayne Johnson (Rocky Maivia/The Rock) |                           |                           |                                 |                                 |                                 |                                 |                                 |                                 |  |  |                      |                      | Dany Garcia          | Dany Garcia          | Dany Garcia          | Dany Garcia          | Dany Garcia | Dany Garcia |  |  |  |  |
|                      |                      |                      |                      |                      |                      |  |  |                             |                             |                             |                             |                             |                             |  |  |                           |                           |                           |                           |                           |                           |  |  |                                      |                                      |                                      |                                      |                                      |                                      |  |  |                                            |                                            |                                            |                                            |                                            |                                            |  |  |                                          |                                          |                                                    |                                                    |                                                    |                                                    |                                                    |                                                    |                              |                              |                               |                               |                               |                               |                               |                               |                                       |                                       |                                       |                                       |                                       |                                       |  |  |                                             |                                             |                                             |                                             |                                             |                                             |  |  |                       |                       |                                            |                                            |                                            |                                            |                                            |                                            |                  |                  |                                              |                                              |                                              |                                              |                                              |                                              |                                        |                                        |                                        |                                        |                                        |                                        |                           |                           |                                 |                                 |                                 |                                 |                                 |                                 |  |  |                      |                      |                      |                      |                      |                      |             |             |  |  |  |  |
|                      |                      |                      |                      |                      |                      |  |  |                             |                             |                             |                             |                             |                             |  |  |                           |                           |                           |                           |                           |                           |  |  |                                      |                                      |                                      |                                      |                                      |                                      |  |  |                                            |                                            |                                            |                                            |                                            |                                            |  |  |                                          |                                          |                                                    |                                                    |                                                    |                                                    |                                                    |                                                    |                              |                              |                               |                               |                               |                               |                               |                               |                                       |                                       |                                       |                                       |                                       |                                       |  |  |                                             |                                             |                                             |                                             |                                             |                                             |  |  |                       |                       |                                            |                                            |                                            |                                            |                                            |                                            |                  |                  |                                              |                                              |                                              |                                              |                                              |                                              |                                        |                                        |                                        |                                        |                                        |                                        |                           |                           |                                 |                                 |                                 |                                 |                                 |                                 |  |  |                      |                      |                      |                      |                      |                      |             |             |  |  |  |  |
| Samula Anoaʻi (Samu) | Samula Anoaʻi (Samu) | Samula Anoaʻi (Samu) | Samula Anoaʻi (Samu) | Samula Anoaʻi (Samu) | Samula Anoaʻi (Samu) |  |  | Afa Anoaʻi Jr. (Manu)       | Afa Anoaʻi Jr. (Manu)       | Afa Anoaʻi Jr. (Manu)       | Afa Anoaʻi Jr. (Manu)       | Afa Anoaʻi Jr. (Manu)       | Afa Anoaʻi Jr. (Manu)       |  |  | Bernadette Anoaʻi-Shroyer | Bernadette Anoaʻi-Shroyer | Bernadette Anoaʻi-Shroyer | Bernadette Anoaʻi-Shroyer | Bernadette Anoaʻi-Shroyer | Bernadette Anoaʻi-Shroyer |  |  | Lloyd Anoaʻi (L.A. Smooth)           | Lloyd Anoaʻi (L.A. Smooth)           | Lloyd Anoaʻi (L.A. Smooth)           | Lloyd Anoaʻi (L.A. Smooth)           | Lloyd Anoaʻi (L.A. Smooth)           | Lloyd Anoaʻi (L.A. Smooth)           |  |  | Monica Anoaʻi                              | Monica Anoaʻi                              | Monica Anoaʻi                              | Monica Anoaʻi                              | Monica Anoaʻi                              | Monica Anoaʻi                              |  |  | Gary Albright (1963–2000)                | Gary Albright (1963–2000)                | Gary Albright (1963–2000)                          | Gary Albright (1963–2000)                          | Gary Albright (1963–2000)                          | Gary Albright (1963–2000)                          |                                                    |                                                    | Jacob Fatu                   | Jacob Fatu                   | Jacob Fatu                    | Jacob Fatu                    | Jacob Fatu                    | Jacob Fatu                    |                               |                               | Trinity McCray (Naomi)                | Trinity McCray (Naomi)                | Trinity McCray (Naomi)                | Trinity McCray (Naomi)                | Trinity McCray (Naomi)                | Trinity McCray (Naomi)                |  |  | Jonathan Fatu (Jimmy Uso)                   | Jonathan Fatu (Jimmy Uso)                   | Jonathan Fatu (Jimmy Uso)                   | Jonathan Fatu (Jimmy Uso)                   | Jonathan Fatu (Jimmy Uso)                   | Jonathan Fatu (Jimmy Uso)                   |  |  | Joshua Fatu (Jey Uso) | Joshua Fatu (Jey Uso) | Joshua Fatu (Jey Uso)                      | Joshua Fatu (Jey Uso)                      | Joshua Fatu (Jey Uso)                      | Joshua Fatu (Jey Uso)                      |                                            |                                            | Thavana Monalisa | Thavana Monalisa | Thavana Monalisa                             | Thavana Monalisa                             | Thavana Monalisa                             | Thavana Monalisa                             |                                              |                                              | Jeremiah Peniata                       | Jeremiah Peniata                       | Jeremiah Peniata                       | Jeremiah Peniata                       | Jeremiah Peniata                       | Jeremiah Peniata                       |                           |                           | Joseph "Sefa" Fatu (Solo Sikoa) | Joseph "Sefa" Fatu (Solo Sikoa) | Joseph "Sefa" Fatu (Solo Sikoa) | Joseph "Sefa" Fatu (Solo Sikoa) | Joseph "Sefa" Fatu (Solo Sikoa) | Joseph "Sefa" Fatu (Solo Sikoa) |  |  | Simone Johnson (Ava) | Simone Johnson (Ava) | Simone Johnson (Ava) | Simone Johnson (Ava) | Simone Johnson (Ava) | Simone Johnson (Ava) |             |             |  |  |  |  |
| Samula Anoaʻi (Samu) | Samula Anoaʻi (Samu) | Samula Anoaʻi (Samu) | Samula Anoaʻi (Samu) | Samula Anoaʻi (Samu) | Samula Anoaʻi (Samu) |  |  | Afa Anoaʻi Jr. (Manu)       | Afa Anoaʻi Jr. (Manu)       | Afa Anoaʻi Jr. (Manu)       | Afa Anoaʻi Jr. (Manu)       | Afa Anoaʻi Jr. (Manu)       | Afa Anoaʻi Jr. (Manu)       |  |  | Bernadette Anoaʻi-Shroyer | Bernadette Anoaʻi-Shroyer | Bernadette Anoaʻi-Shroyer | Bernadette Anoaʻi-Shroyer | Bernadette Anoaʻi-Shroyer | Bernadette Anoaʻi-Shroyer |  |  | Lloyd Anoaʻi (L.A. Smooth)           | Lloyd Anoaʻi (L.A. Smooth)           | Lloyd Anoaʻi (L.A. Smooth)           | Lloyd Anoaʻi (L.A. Smooth)           | Lloyd Anoaʻi (L.A. Smooth)           | Lloyd Anoaʻi (L.A. Smooth)           |  |  | Monica Anoaʻi                              | Monica Anoaʻi                              | Monica Anoaʻi                              | Monica Anoaʻi                              | Monica Anoaʻi                              | Monica Anoaʻi                              |  |  | Gary Albright (1963–2000)                | Gary Albright (1963–2000)                | Gary Albright (1963–2000)                          | Gary Albright (1963–2000)                          | Gary Albright (1963–2000)                          | Gary Albright (1963–2000)                          |                                                    |                                                    | Jacob Fatu                   | Jacob Fatu                   | Jacob Fatu                    | Jacob Fatu                    | Jacob Fatu                    | Jacob Fatu                    |                               |                               | Trinity McCray (Naomi)                | Trinity McCray (Naomi)                | Trinity McCray (Naomi)                | Trinity McCray (Naomi)                | Trinity McCray (Naomi)                | Trinity McCray (Naomi)                |  |  | Jonathan Fatu (Jimmy Uso)                   | Jonathan Fatu (Jimmy Uso)                   | Jonathan Fatu (Jimmy Uso)                   | Jonathan Fatu (Jimmy Uso)                   | Jonathan Fatu (Jimmy Uso)                   | Jonathan Fatu (Jimmy Uso)                   |  |  | Joshua Fatu (Jey Uso) | Joshua Fatu (Jey Uso) | Joshua Fatu (Jey Uso)                      | Joshua Fatu (Jey Uso)                      | Joshua Fatu (Jey Uso)                      | Joshua Fatu (Jey Uso)                      |                                            |                                            | Thavana Monalisa | Thavana Monalisa | Thavana Monalisa                             | Thavana Monalisa                             | Thavana Monalisa                             | Thavana Monalisa                             |                                              |                                              | Jeremiah Peniata                       | Jeremiah Peniata                       | Jeremiah Peniata                       | Jeremiah Peniata                       | Jeremiah Peniata                       | Jeremiah Peniata                       |                           |                           | Joseph "Sefa" Fatu (Solo Sikoa) | Joseph "Sefa" Fatu (Solo Sikoa) | Joseph "Sefa" Fatu (Solo Sikoa) | Joseph "Sefa" Fatu (Solo Sikoa) | Joseph "Sefa" Fatu (Solo Sikoa) | Joseph "Sefa" Fatu (Solo Sikoa) |  |  | Simone Johnson (Ava) | Simone Johnson (Ava) | Simone Johnson (Ava) | Simone Johnson (Ava) | Simone Johnson (Ava) | Simone Johnson (Ava) |             |             |  |  |  |  |
|                      |                      |                      |                      |                      |                      |  |  |                             |                             |                             |                             |                             |                             |  |  |                           |                           |                           |                           |                           |                           |  |  |                                      |                                      |                                      |                                      |                                      |                                      |  |  |                                            |                                            |                                            |                                            |                                            |                                            |  |  |                                          |                                          |                                                    |                                                    |                                                    |                                                    |                                                    |                                                    |                              |                              |                               |                               |                               |                               |                               |                               |                                       |                                       |                                       |                                       |                                       |                                       |  |  |                                             |                                             |                                             |                                             |                                             |                                             |  |  |                       |                       |                                            |                                            |                                            |                                            |                                            |                                            |                  |                  |                                              |                                              |                                              |                                              |                                              |                                              |                                        |                                        |                                        |                                        |                                        |                                        |                           |                           |                                 |                                 |                                 |                                 |                                 |                                 |  |  |                      |                      |                      |                      |                      |                      |             |             |  |  |  |  |
| Lance Anoaʻi         |                      |                      |                      |                      |                      |  |  |                             |                             |                             |                             |                             |                             |  |  |                           |                           |                           |                           |                           |                           |  |  |                                      |                                      |                                      |                                      |                                      |                                      |  |  |                                            |                                            |                                            |                                            |                                            |                                            |  |  |                                          |                                          |                                                    |                                                    |                                                    |                                                    |                                                    |                                                    |                              |                              |                               |                               |                               |                               |                               |                               |                                       |                                       |                                       |                                       |                                       |                                       |  |  |                                             |                                             |                                             |                                             |                                             |                                             |  |  |                       |                       |                                            |                                            |                                            |                                            |                                            |                                            |                  |                  |                                              |                                              |                                              |                                              |                                              |                                              |                                        |                                        |                                        |                                        |                                        |                                        |                           |                           |                                 |                                 |                                 |                                 |                                 |                                 |  |  |                      |                      |                      |                      |                      |                      |             |             |  |  |  |  |

## Campeonatos y logros en WWE
- WWE Championship (14 veces) - The Rock (8), Roman Reigns (4), Yokozuna (2).
- World Heavyweight Championship (2 veces) - The Rock, Jey uso
- WWE Universal Championship (2 veces) - Roman Reigns
- WWE Intercontinental Championship (7 veces) - The Rock (2), Umaga (2), Roman Reigns (1), Rikishi (1), Jey Uso (1)
- WWE United States Championship (2 veces) - Roman Reigns (1), Jacob Fatu (1)
- WWE 24/7 Championship (9 veces) - Tamina Snuka
- NXT North American Championship (1 vez) - Solo Sikoa
- Raw Tag Team Championship (4 veces) - Jimmy Uso (3), Jey Uso (4)
- SmackDown Tag Team Championship (6 veces) - Jimmy Uso (5), Jey Uso (6)
- World Tag Team Championship (3 veces) - The Wild Samoans
- Raw Women's Championship (1 vez) - Nia Jax
- SmackDown Women's Championship (3 veces) - Naomi
- WWE Women's Tag Team Championship (4 veces) - Nia Jax (2), Tamina Snuka (1), Naomi (1)
- Royal Rumble Winner: Yokozuna (1993), The Rock (2000), Roman Reigns (2015), Jey Uso (2025)
- WrestleMania Women's Battle Royal: Naomi (2018)
- André the Giant Memorial Battle Royal: Jey Uso (2021)
- Triple Crown Championship: The Rock (sexto), Roman Reigns (vigésimo octavo)
- Grand Slam Championship: Roman Reigns (décimo séptimo)